# Abalos Scopuli
Gli Abalos Scopuli sono una struttura geologica della superficie di Marte.